# Jake Bischoff
Jake Bischoff, född 25 juli 1994, är en amerikansk professionell ishockeyback som är kontrakterad till Vegas Golden Knights i National Hockey League (NHL) och spelar för Chicago Wolves i American Hockey League (AHL). Han har tidigare spelat för Bridgeport Sound Tigers i AHL, Minnesota Golden Gophers i National Collegiate Athletic Association (NCAA) och Omaha Lancers i United States Hockey League (USHL).
Bischoff draftades av New York Islanders i sjunde rundan i 2012 års draft som 185:e spelare totalt.

## Statistik
| 2010–2011   | Grand Rapids Thunderhawks |             | 27  | 5  | 29 | 14 | 3  | 0  | 6 | 6 | 2 |   |
| 2011–2012   | Grand Rapids Thunderhawks |             | 25  | 11 | 29 | 40 | 17 | 1  | 0 | 2 | 2 | 0 |
|             | Team North                |             | 21  | 4  | 7  | 11 | 4  | 3  | 1 | 1 | 2 | 0 |
|             | Omaha Lancers             | USHL        | 10  | 0  | 1  | 1  | 2  | —  | — | — | — | — |
| 2012–2013   | Grand Rapids Thunderhawks |             | 16  | 7  | 11 | 18 | 4  | 3  | 1 | 6 | 7 | 4 |
|             | Omaha Lancers             | USHL        | 12  | 0  | 2  | 2  | 0  | —  | — | — | — | — |
| 2013–2014   | Minnesota Golden Gophers  | NCAA        | 28  | 3  | 4  | 7  | 8  | —  | — | — | — | — |
| 2014–2015   | Minnesota Golden Gophers  | NCAA        | 36  | 3  | 8  | 11 | 0  | —  | — | — | — | — |
| 2015–2016   | Minnesota Golden Gophers  | NCAA        | 37  | 6  | 12 | 18 | 14 | —  | — | — | — | — |
| 2016–2017   | Minnesota Golden Gophers  | NCAA        | 38  | 5  | 27 | 32 | 16 | —  | — | — | — | — |
|             | Bridgeport Sound Tigers   | AHL         | 6   | 2  | 1  | 3  | 2  | —  | — | — | — | — |
| 2017–2018   | Chicago Wolves            | AHL         | 69  | 7  | 16 | 23 | 34 | 3  | 0 | 0 | 0 | 0 |
| 2018–2019   | Chicago Wolves            | AHL         | 60  | 2  | 11 | 13 | 20 | 22 | 0 | 5 | 5 | 2 |
| 2019–2020   | Vegas Golden Knights      | NHL         | 1   | 0  | 0  | 0  | 0  | —  | — | — | — | — |
|             | Chicago Wolves            | AHL         | 1   | 0  | 0  | 0  | 2  | —  | — | — | — | — |
| NHL totalt  | NHL totalt                | NHL totalt  | 1   | 0  | 0  | 0  | 0  | —  | — | — | — | — |
| AHL totalt  | AHL totalt                | AHL totalt  | 136 | 11 | 28 | 39 | 58 | 25 | 0 | 5 | 5 | 2 |
| NCAA totalt | NCAA totalt               | NCAA totalt | 139 | 17 | 51 | 68 | 38 | —  | — | — | — | — |
| USHL totalt | USHL totalt               | USHL totalt | 22  | 0  | 3  | 3  | 2  | —  | — | — | — | — |